# Addams Family – A galád család (film, 2019)
Az Addams Family – A galád család (eredeti cím: The Addams Family) 2019-ben bemutatott amerikai 3D-s számítógépes animációs horrorfilm-vígjáték, amelyet Conrad Vernon és Greg Tiernan rendezett.
A forgatókönyvet Matt Lieberman, Erica Rivinoja és Conrad Vernon írta. A producerei Gail Berman, Conrad Vernon, Alex Schwartz és Alison O'Brien. A film zeneszerzői Mychael Danna és Jeff Danna. A film gyártója a Metro-Goldwyn-Mayer, a Nitrogen Studios, a Bron Creative, a Cinesite és a The Jackal Group, forgalmazója a United Artists Releasing.
Amerikában 2019. október 11-én, Magyarországon 2019. október 31-én mutatták be a mozikban.
Bejelentették a film folytatását, amelyet várhatóan 2021. október 22-én mutatnak be.

## Szereplők
| Szereplő         | Eredeti hang       | Magyar hang      |
| ---------------- | ------------------ | ---------------- |
| Gustavo Addams   | Oscar Isaac        | Rajkai Zoltán    |
| Mortenzia Addams | Charlize Theron    | Kéri Kitty       |
| Wednesday Addams | Chloë Grace Moretz | Csifó Dorina     |
| Mopszli Addams   | Finn Wolfhard      | Kálmán Barnabás  |
| Ragya bá         | Nick Kroll         | Simon Kornél     |
| Nagyi            | Bette Midler       | Kiss Mari        |
| Görcs            | Conrad Vernon      | Schneider Zoltán |
| Pap              | Conrad Vernon      | Harsányi Gábor   |
| A ház szelleme   | Conrad Vernon      | Gémes Antos      |
| Dr. Flambé       | Conrad Vernon      | Fazekas István   |
| Tag              | Snoop Dogg         | Hamvas Dániel    |
| Margaux Needler  | Allison Janney     | Kiss Eszter      |
| Parker           | Elsie Fisher       | Mórocz Adrienn   |
| Glenn            | Tituss Burgess     | Pál András       |
| Ggerri           | Harland Williams   | Pál András       |
| Norman Pickering | Harland Williams   | Holl Nándor      |
| Layla            | Pom Klementieff    | Mentes Júlia     |
| Kayla            | Pom Klementieff    | Csuha Bori       |
| Bethany          | Chelsea Frei       | Sodró Eliza      |
| Szundi néni      | Jenifer Lewis      | Borbás Gabi      |
| Frump nagypapa   | Martin Short       | Kőszegi Ákos     |
| Frump nagymama   | Catherine O’Hara   | Kocsis Mariann   |
| Denise           | Aimee Garcia       | Mikecz Estilla   |
| Mitch            | Scott Underwood    | Jakab Márk       |
| Ms. Gravely      | Deven Green        | Pallai Mara      |
| Trudy Pickering  | Maggie Wheeler     | Incze Ildikó     |